# Muscle Shoals
Muscle Shoals es una ciudad ubicada en el condado de Colbert en el estado estadounidense de Alabama. En el censo de 2000, su población era de 11 924 habitantes.
En 1792, el gobernador de Luisiana, Francisco Luis Héctor de Carondelet, solicitó la reedificación de un fuerte "en Muscle Shoals en el río Tenesí."
Es un importante centro de grabación musical, con instalaciones históricas como FAME Studios.

## Demografía
En el 2000 la renta per cápita promedia del hogar era de $40 216, y el ingreso promedio para una familia era de $48 113. El ingreso per cápita para la localidad era de $21 113. Los hombres tenían un ingreso per cápita de $38 063 frente a $21 933 para las mujeres.

## Geografía
Muscle Shoals se encuentra ubicada en las coordenadas 34°45′3″N 87°39′1″O / 34.75083, -87.65028 (34.538194, -86.412129).
Es un hermosa ciudad de Alabama.
Según la Oficina del Censo de los EE. UU., la ciudad tiene un área total de 12,17 millas cuadradas (31,53 km²).